# Tricyphona aysenensis
Tricyphona aysenensis är en tvåvingeart som först beskrevs av Alexander 1944.  Tricyphona aysenensis ingår i släktet Tricyphona och familjen hårögonharkrankar. Inga underarter finns listade i Catalogue of Life.